# بلعوم
البُلْعُوم (باللاتينية: Pharynx وفي اللهجات العامية: الـزَّلْـعُـوم أو اللَّـغْـلُوغ) تنحرف المسالك التنفسية إلى أسفل بزاوية قائمة قادمة من الأنف مكونة أنبوبة عضلية قصيرة تعرف بالبُـلْعُوم. ويقوم البلعوم بدور مزدوج في إمرار الغذاء من الفم إلى المريء والهواء من الأنف والفم إلى الحَـنْـجَرَة.

## الوظيفة
البُـلْـعُوم هو ممر للهواء والطعام ولذلك يعتبر البلعوم جزءاً من الجهاز الهضمي وجزءاً من الجهاز التنفسي.
يقوم لسان المزمار بإغلاق مدخل الحَـنْـجَرَة عند مرور البلعة الطعامية وبالتالي منع حدوث الاختناق.

## أقسامه
يقسم البلعوم لدى الإنسان ومن الأعلى نحو الأسفل إلى ثلاثة أقسام هي :
1. البُـلْعُوم الأنفي ويقع خلف جوف الأنف.
2. البُـلْعُوم الفموي ويقع خلف جوف الفم.
3. البُـلْعُوم الحَـنْـجَري ويقع خلف مدخل الحَـنْـجَرَة.

## بنية البُـلْـعُوم
عند إجراء مقطع في البلعوم نلاحظ الطبقات التالية من الداخل نحو الخارج:
1. قميص مخاطي: يتألف من ظهارة (نسيج طلائي) وصفيحة خاصة وعضلية مخاطية. تكون الظهارة في البلعوم الأنفي مشابهة لظهارة جوف الأنف أي ظهارة تنفسية، أما في البلعومين الفموي والحَـنْـجَري تكون الظهارة رصفية مطبقة مخاطية.
2. قميص تحت مخاطي: عبارة عن نسيج ضام فيه غدد مخاطية
3. قميص عضلي: عبارة عن حزم من العضلات الهيكلية المخططة.

## عضلات البُـلْـعُوم
تتوضع عضلات البلعوم في مستويين: مستوى خارجي تتوضع فيه العضلات المضيقة للبلعوم العلوية والمتوسطة والسفلية بشكل حلقي، ومستوى داخلي تتوضع فيه العضلات بشكل طولاني وتشمل ثلاث عضلات هي العضلة الحنكية البلعومية، العضلة الإبرية البلعومية، والعضلة النفيرية البلعومية.

## أهمية البُـلْعُـوم في عملية البلع
- إمرار الهواء على الحَـنْـجَرَة.
- إمرار الغذاء على المريء.

## صور إضافية

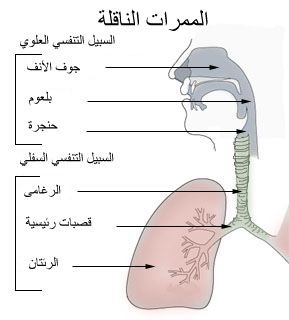
السبل الناقلة.
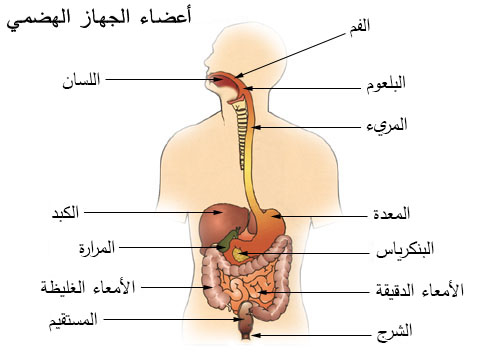
أعضاء الجهاز الهضمي.
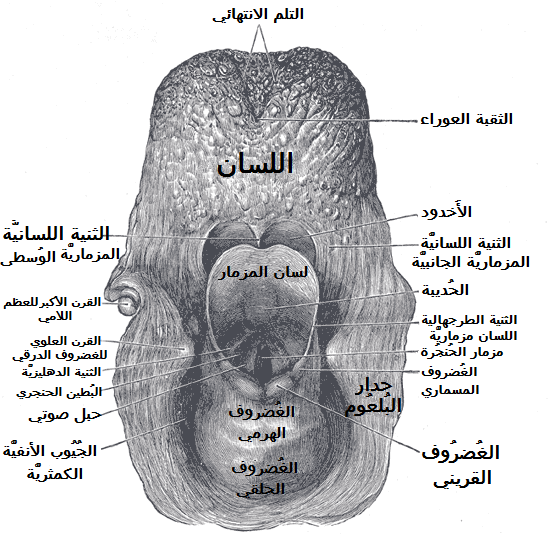
منظر خلفي لمدخل الحَـنْـجَرَة .
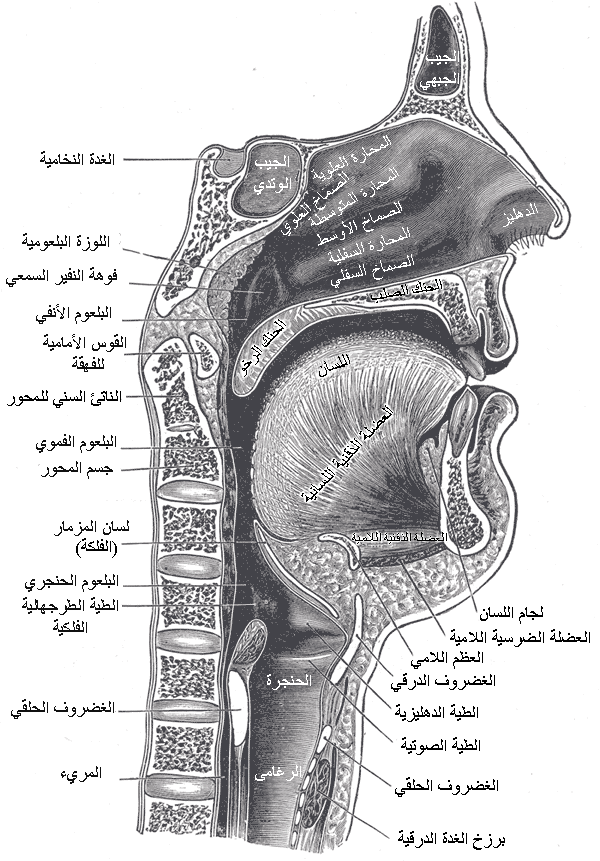
مقطع سهمي في الرأس والعنق.
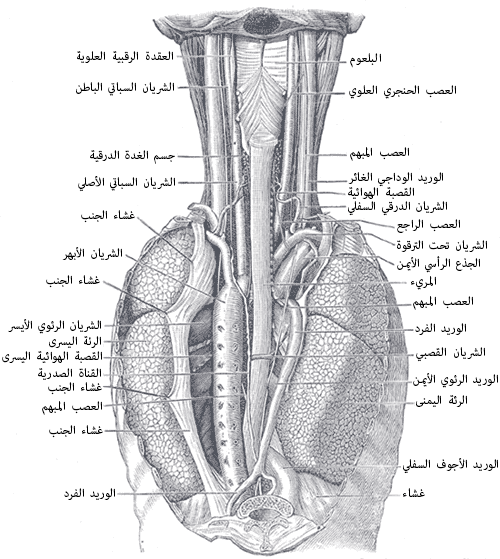
منظر خلفي يوضح موقع البلعوم في العنق والمنصف الخلفي.